# خاله‌بازی (رمان)
خاله‌بازی کتابی نوشتهٔ بلقیس سلیمانی است. این کتاب به دستِ انتشارات ققنوس در سال ۱۳۸۸ با شماره شابکِ ۹۶۴-۳۱۱-۷۳۳-۲ به چاپ رسیده‌است.
این داستان زندگی و دیدگاهِ زن و مردی را به تصویر می‌کشد که هر یک دنیا را از زاویه دید خود می‌بینند و در این روایت، نسلی که در گذار از سنت به مدرنیته دچار چالش و تناقض شده و باید با جامعهٔ سنتیِ اطرافش مواجه شود، ترسیم می‌شود.

## منبع
1. ↑  خاله بازی خالی بازی نیز یکی از بازی های ایرانی است. بایگانی‌شده  در ۱۹ دسامبر ۲۰۰۸ توسط Wayback Machine، ققنوس
2. ↑  فرزانه سجاد پور (۳ شهریور ۱۳۸۹). «خاله بازی». وبگاه انسان‌شناسی و فرهنگ. بایگانی‌شده از اصلی در ۷ مه ۲۰۱۲. دریافت‌شده در ۳ اردیبهشت ۱۳۹۱.